# Wolastonit
Wolastonitul este un mineral cu formula chimică  Ca3[Si3O9], format din calciu și acid silicic. Face parte din clasa silicaților (inosilicați), având o structură chimică alcătuită din lanțuri de (SiO3)2- legate între ele prin cationi de calciu. Cu toate că și piroxenii sunt inosilicați, aceștia au lanțurile de (SiO3)2- aranjate într-o combinație diferită de wolastonit.

## Variante
Mineralul are mai multe variante cu aceași formulă chimică, care diferă prin structura cristalului, astfel se pot deosebi în natură două variante. Celelalte variante cu aceeași formulă chimică fiind numite polimorfe ale wolastonitului.
- „Wolastonit” este numită forma cea mai râspândită în natură, varianta „Wolastonit-1 T” definește formele ce cristatilează în sistemul triclinic, respectiv  „Wolastonit-1 A” sau α-CaSiO3. În literatura engleză notarea Tc definește termenul „triclinic”.
- Forma a doua fiind „Wolastonit-2M” (2M - forma a 2-a monoclinică) cristalizează în sistemul monoclinic (mai este numit Parawolastonit), această variantă fiind mai rară ca cea triclinică.

Ambele variante se formează la o temperatură și presiune relativ scăzută, făcând parte din categoria rocilor metamorfice.
Variantele formate la temperatură înaltă, numite și „Pseudowolastonit” (mai rar Wolastonit-4A sau β-CaSiO3) care cristalizează de asemenea în sistemul triclinic, ca de exemplu Wolastonit-3T, Wolastonit-4T, Wolastonit-5T și Wolastonit-7T.

## Istoric

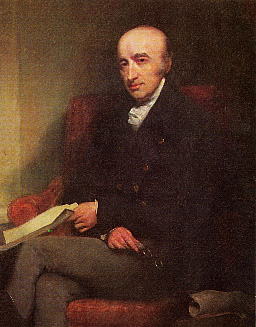
William Hyde Wollaston

Numele de Wollastonit sau Wolastonit a fost dat în cinstea naturalistlui englez William Hyde Wollaston (1766–1828) , în anul 1818 de Léman în dicționarul „Nouveau dictionnaire d’histoire naturelle appliquée aux arts à l’agriculture” care descrie mineralele scarnul (rocile metamorfice) din Dognecea Banat.
Prima descriere a mineralului a fost făcută deja în 1793 de mineralogul austriac A. Stütz în „Neue Einrichtung der k.-k. Naturalien-Sammlung zu Wien” care numește mineralul „Tafelspath” provenit la fel din Dogenecea, Banat.
După înființarea „International Mineralogical Association” (IMA) în anul 1958, denumirea de wolastonit este acceptată pe plan internațional.

## Formare, răspândire
Mineralul apare frecvent în roci metamorfice, compuse mai ales din carbonați (scarn). Tipic provenienței wolastonitului sunt rocile metamorfice de contact a rocilor calcaroase cu magma acidă bogată în silicați, mineralul formându-se la temperaturi relativ reduse de peste 600 °C reacția fiind numită „reacția Wolastonit”:
Calcită + Cuarț {\displaystyle {\overrightarrow {\longleftarrow }}} Wolastonit + Bioxid de carbon
{\displaystyle \mathrm {CaCO_{3}+SiO_{2}\;{\overrightarrow {\longleftarrow }}\;CaSiO_{3}+CO_{2}\uparrow } }
Datorită faptului că în procesul de reacție se formează CO2 care este un gaz care se pierde după  „principiul lui "Le Chatelier" această reacție în natură este ireversibilă.
Wolastonitul poate conține impurități (urme) în cantități deferite de fier,  mangan, mai rar aluminiu, sodiu,  potasiu, cationii metalelor amintite înlocuind în strucura rețelei, cationii de Ca2+, această modificare se poate observa la modificarea indicelui de refracție a mineralului observat la microscopul cu lumină polarizată.
Mineralul care conține un procent de peste 10 % fier (Ca0,9Fe0,1SiO3) respectiv mangan peste als 25 % (Ca0,75Mn0,25SiO3) wolastonitul cristalizează în sistemul Bustamit ((Mn,Ca,Fe)[SiO3]). Structurile înrudite wolastonitului pe lângă Bustamit este de asemenea Pektolithul  (NaCa2[Si3O8(OH)]) și Seranditul (Na(Mg,Ca)2[Si3O8(OH)]).
Minerale de asociație (de parageneză) sunt diopsidul, granatele, (mai ales Grosular und Andradit), Tremolitul, Vezuvianul (Idocraz), Mikroklinul și Calcita.
Wolastonitul este un mineral răspândit, locurile unde apare în canități masive putând fi exploatat pe cale industrială sunt:
- China (principalul producător în lume)
- Saxonia (Germania)
- Banat (România)
- Vezuv și Monte Somma (Italia)
- Chiapas (Mexic)
- Willsboro (New York, USA)
- Franklin (New Jersey, USA)

Mineralele din New Jersey au frecvent proprietăți fluorescente de culoare albastră, în prezența razelor ultraviolete, proprietate observată și la fluorină.

## Utilizare
Mineralul prin structura fibroasă și temperatura înaltă de topire 1540 °C, oferă posibilități multiple de utilizare, poate fi produs și pe cale tehnică din oxid de calciu și oxid de siliciu (cuarț):
{\displaystyle \mathrm {CaO+SiO_{2}\longrightarrow CaSiO_{3}} }
Una dintre utilizările cele mai importante a wolastonitului fiind în industria ceramică, îmbunătățind calitățile mecanice și ceramice. Datorită punctului înalt de topire este folosit ca înlocuitor al fibrelor de azbest de asemenea e folosit la producerea electrozilor pentru sudura electrică, sau ca material termoizolant (frigidere, echipament de protecție contra căldurii mari). O altă utilizare este în industria maselor plastice, folosirea mineralului determină creșterea rezistenței și elasticității maselor plastice (poliesteri, poliamide, sau polipropilen).

## Galerie de imagini
Tipuri de structură a silicaților:

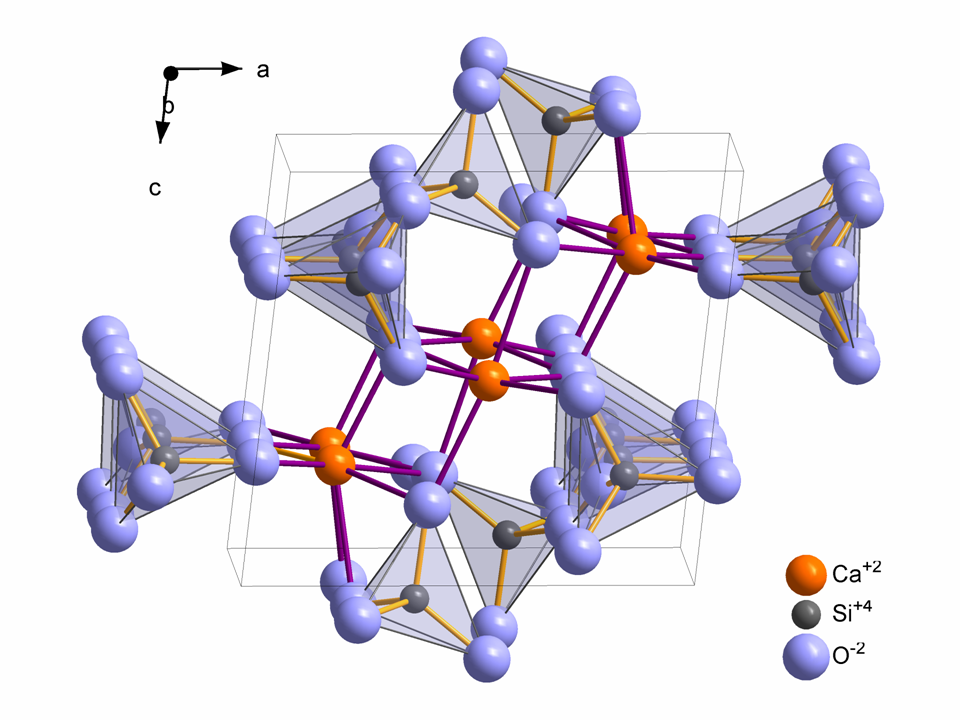
Structura elementară a wolastonitului
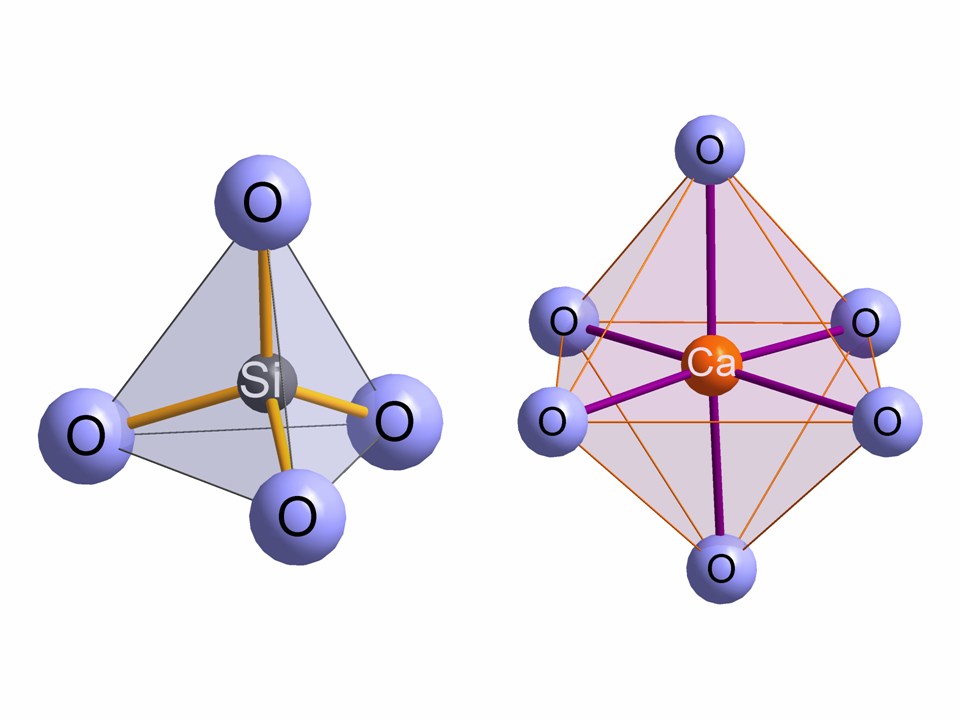
Legăturile de Si şi Ca (wolastonit)
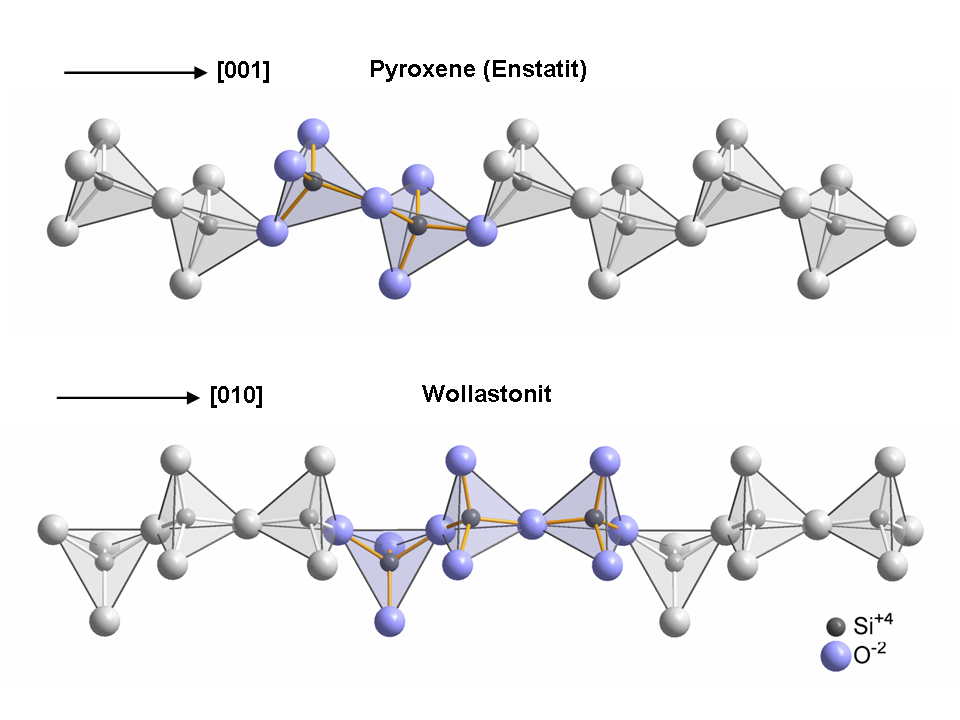
Model de legare a grupărilor de silicaţi (În comparaţie wolastonit/piroxeni)
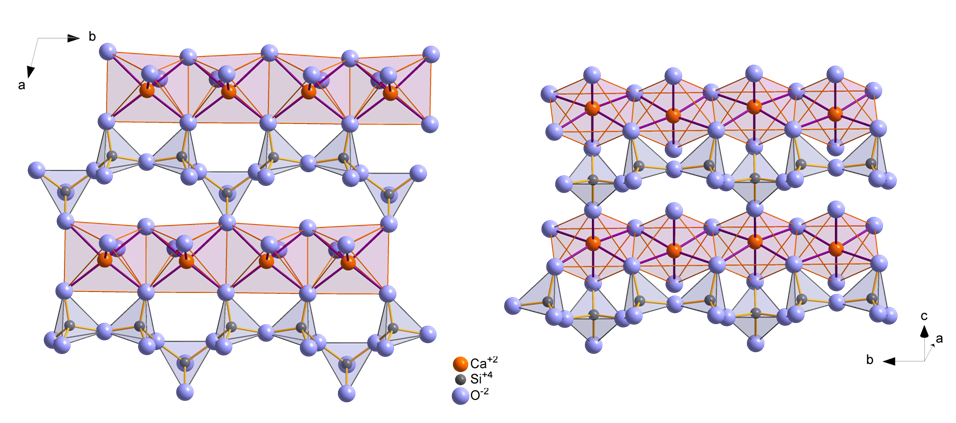
Model de legare a grupărilor de silicaţi şi oxidul de calciu